# تحفيز زائد

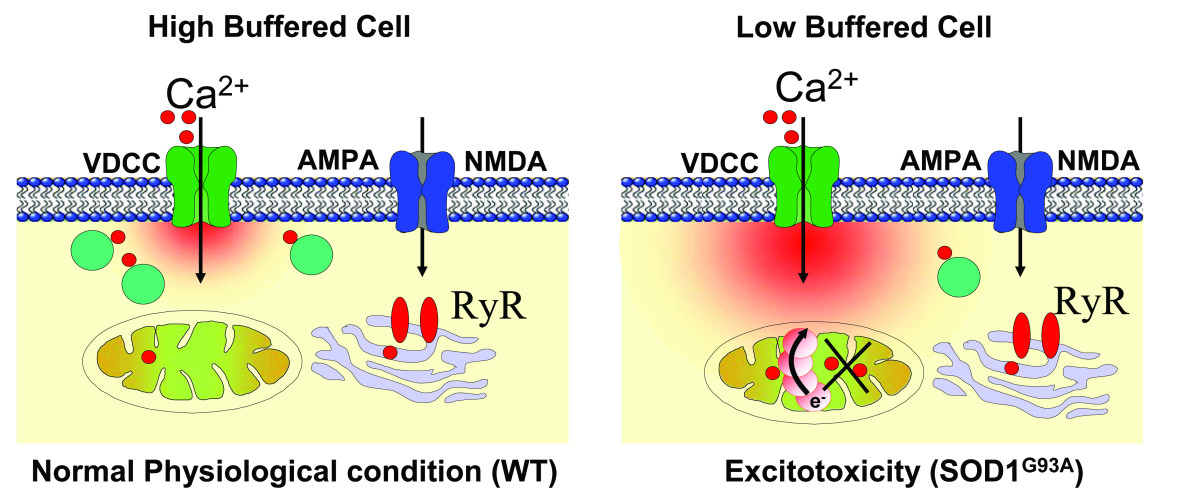
انخفاض التخزين المؤقت لأيون الكالسيوم و التحفيز الزائد تحت الضغط الفسيولوجي والظروف المرضية في الخلايا العصبية الحركية (MNs). انخفاض التخزين المؤقت لأيون الكالسيوم في التصلب الجانبي الضموري (ALS) يعرض الميتوكوندريا الهشة تحت اللسان لأحمال أعلى مقارنة بالخلايا عالية التخزين. في الظروف الفسيولوجية الطبيعية، يفتح الناقل العصبي قنوات مستقبلات الغلوتامات، ال NMDA، وال AMPA، وقنوات ال+Ca2 التي تعتمد على الجهد العالي (VDCC) مع إطلاق عالي للغلوتومات والتي يتم يتناولها مجددًا بواسطة EAAT1 وEAAT2. مما يؤدي إلى ارتفاع طفيف في الكالسيوم الخلوي الذي يمكن أن يكون مُخزن في الخلية. في التصلب الجانبي الضموري، يؤدي اضطراب مستقبلات الغلوتامات إلى ارتفاع معدل توصيل الكالسيوم، مما يؤدي إلى تحميل كميات كبيرة من الكالسيوم وزيادة خطر الإصابة المُتقدرية. مما يحفز الميتوكوندريا إلى إنتاج أنواع الأكسجين التفاعلية (ROS)، والتي تمنع بعد ذلك وظيفة EAAT2. هذا يؤدي إلى مزيد من الارتفاعات في تركيز الغلوتامات في التشابكات العصبية وازدياد مستويات الكالسيوم بعد المشبكي ، مما يسهم في الضعف الانتقائي للخلايا العصبية في التصلب الجانبي الضموري. جيسوال وآخرون، 2009.

التحفيز الزائد هو إجراء أيضي حيث يتم إتلاف أو القضاء على الخلايا العصبية عبر تعريضها لحث زائد من قِبَل الناقلات العصبية مثل الغلوتومات أو غيرها من الأجسام المشابهة.  يتم هذا الإجراء عندما تتعرض المستقبلات للخلايا الناقلة العصبية الحثية (المستقبلات الغلوتومية) — مثل مستقبِل NMDA  ومستقبِل AMPA — للتنشيط المفرط بواسطة عاصفة غلوتوماتيكية. المحفزات مثل حمض الNMDA وحمض الكاينيك التي ترتبط بهذه المستقبلات، بالإضافة إلى النسب العالية من الغلوتومات، يمكنها أن تتسبب بالتحفيز الزائد عبر السماح لنسب عالية من أيونات الكالسيوم (Ca+2) بدخول الخلية. تدفُق أيونات الكالسيوم إلى الخلية يؤدي إلى تفعيل عدد من الإنزيمات، منها الفوسفوليباز، النيوكلياز، والبروتياز مثل الكالبين. تقوم هذه الإنزيمات من بعدها بتخريب تراكيب الخلايا مثل مكونات الهيكل الخلوي، الغشاء الخلوي، والحمض النووي.
يمكن أن يشارك التحفيز الزائد في إصابات النخاع الشوكي، السكتة الدماغية، إصابات الدماغ الرضية، والصَمَمْ أو ضعف السمع (عبر التعرض المفرط للضجيج أو التسمم الأذني)، وفي الأمراض المتعلقة بتدهور الجهاز العصبي المركزي مثل التصلب المتعدد، مرض الزهايمر، التصلب الضموري، الشلل الرعاش، إدمان الكحوليات أو متلازمة الانسحاب الكحولي وخاصةً التعرض السريع لمتلازمة انسحاب البنزوديازيبين بالإضافة إلى داء هنتنغتون. من الحالات المرضية الشائعة أيضًا التي تسبب في زيادة تركيزات الغلوتومات حول الخلايا العصبية هي مرض نقص سكر الدم. وتعتبر السكريات في الدم هي الطريقة الأولى لإزالة الغلوتومات من الفراغات ما بين الخلايا العصبية عند مستقبلات NMDA وAMPA. يجب على الأفراد الذين يعانون من صدمة التحفيز الزائد تجنب مرض نقص سكر الدم ولذلك يتم إعطاء المرضى 5% من الغلوكوز عبر المعالجة الوريدية أثناء الصدمة لتجنب تراكم الغلوتومات حول خلايا ال NMDA والAMPA العصبية. في حالة عدم توفر جرعة الجلوكوز بنسبة 5% عبر المعالجة الوريدية، يتم إعطاء المريض نسب عالية من الفركتوز عن طريق الفم. يتم إعطاء العلاج في خلال المراحل الشديدة للصدمة مع مضادات الغلوتومات. كما يجب تجنب التعرض للجفاف لأنه يساعد في زيادة تركيزات الغلوتومات في الصدع المشبكي بالإضافة إلى أن «تراكم الغلوتومات في الفراغات ما بين الخلايا العصبية من مسببات الصرع.»